# Елм Гроув (Оклахома)
Елм Гроув (енгл. Elm Grove) насељено је место без административног статуса у америчкој савезној држави Оклахома.

## Демографија
По попису из 2010. године број становника је 198.
| Група             | 2000.    | 2010.      |
| Белци             | 0 (0,0%) | 89 (44,9%) |
| Афроамериканци    | 0 (0,0%) | 0 (0,0%)   |
| Азијати           | 0 (0,0%) | 0 (0,0%)   |
| Хиспаноамериканци | 0 (0,0%) | 12 (6,1%)  |
| Укупно            | 0        | 198        |